# فيلوسوفي ناو
فيلوسوفي ناو (بالعربية: الفلسفة الآن) هي مجلة الفلسفة تصدر كل شهرين في منصات الأخبار ومخازن الكتب في الولايات المتحدة والمملكة المتحدة وأستراليا وكندا؛ كما أنها متاحة على الأجهزة الرقمية، وعلى شبكة الإنترنت. تستهدف هذه المجلة الجمهور على نطاق واسع، وكذلك الطلاب ومعلمي الفلسفة. تأسست في عام 1991 وكانت أول مجلة للفلسفة العامة.

## التاريخ
الفلسفة الآن أنشئت في أيار / مايو 1991 كمجلة فصلية ذات ميزانية منخفضة من قبل ريك لويس. المقالة الأولى تضمنت المادة على الإرادة الحرة من الملحد الفيلسوف أنطوني فلو، الذي بقي مساهماً في المجلة لسنوات عديدة.
نُشرت المجلة في البداية في بلدة لويس «ايبسويتش» (إنجلترا). ومن ثم سرعان ما أصبح بيتر ريكمان واحداً من أهم المساهمين. في عام 1997، ضغطت مجموعة من الفلاسفة الأمريكيين بما في ذلك ريموند فايفر وتشارلز ايكيلبارغر على الجمعية الأمريكية للفلسفة لبدء مجلة مماثلة في الولايات المتحدة. على إثر ذلك، قام المدير التنفيذي للجمعية الأمريكية للفلسفة إريك هوفمان بترتيب اجتماع عقد في فيلادلفيا في عام 1997، والذي دُعي لويس إليه. في الاجتماع، تم اتخاذ القرر بأن تنضم المجموعة الأمريكية إلى لويس لمواصلة تطوير مجلة فيلوسوفي ناو. منذ ذلك الوقت، تم إنتاج المجلة بشكل مشترك من قبل مجلسي تحرير في المملكة المتحدة والولايات المتحدة. تُوزع المجلة في الولايات المتحدة من قبل «مركز التوثيق الفلسفة».
في عام 2000، زاد عدد مرات إصدار فيلوسوفي ناو إلى مرة كل شهرين. لويس هو الآن رئيس تحريرها، ويعمل غرانت بارتلي كمحرر النسخة المطبوعة وبورا دوغان كمحرر للطبعات الرقمية.
حازت فيلوسوفي ناو على جائزة «مجتمع بيرتراند راسل» في عام 2016.
من بين أوجه التعاون الدولي لهذه المجلة، يمكن الإشارة إلى التعاون مع دار النشر براكسيس، المجلة الإيرانية الأولى (تحرير أمير علي مالكي)، والتي من خلال الحصول على حق نشر الفلسفة الآن، قامت بترجمة هذه المجلة للقراء الفارسيين لأول مرة. الوقت.

## المحتويات
تحتوي المجلة على مقالات في معظم مجالات الفلسفة، معظمها مكتوبة من قبل الأكاديميين، بالإضافة إلى بعض طلاب الدراسات العليا أو الكتاب المستقلين. على الرغم من أن المجلة تستهدف القراء غير المتخصصين، كثيرا ما جذبت فيلوسوفي ناو مقالات من المفكرين المعروفين.
تقدم فيلوسوفي ناو أيضاً بشكل منتطم: مراجعات للكتب، الخيال، الرسومات، ورسائل القراء. مساهموها المنتظمون يضموا جويل ماركس (الحلقات الأخلاقية)، توماس وارتينبيرغ (الفلسفة وعمود الفيلم)، ريموند تاليس (تاليس في بلاد العجائب) وماسيمو بيغليوتشي الذي يكتب في فلسفة العلم. وهناك أيضا الفلسفية العذاب-عمة عمود يسمى عزيزي سقراط ، التي يزعم أنها نسخت من حكيم أثيني. تناقش محتويات المجلة في منتدى للنقاش على شبكة الإنترنت.

## قضايا مثيرة للجدل
نشر أستاذ الفلسفة أنطوني فلو، المعروف بالإلحاد، رسالة في عدد فيلوسوفي ناو الصادر في آب / أغسطس-أيلول/سبتمبر 2004 أشار فيها إلى أن موقفه بشأن وجود الله قد تغير. خبر التغيير هذا ظهر في العديد من الصحف في جميع أنحاء العالم، التي بمعظمها أشارت إلى رسالته في فيلوسوفي ناو.
كانت مقابلة  فيلوسوفي ناو مع الفيلسوف الكندي تشارلز تايلور في عام 2009 مثيرة للجدل في الصحف الكندية بسبب أقوال تايلور الرافضة لحملة من الملصقات الموضوعة على الحافلات التي تدل على الإلحاد.

## الفهرسة
المجلة مفهرسة في:
- مؤشر العلوم الإنسانية البريطانية
- الببليوغرافيا الدولية للأدب الدوري

## مهرجان فيلوسوفي ناو
في عام 2011، نظمت مجلة فيلوسوفي ناو مهرجاناً لعامة الشعب. كان المهرجان في قاعة كونواي في وسط لندن. عقد مهرجان فيلوسوفي ناو الثاني في عام 2013،  والثالث في عام 2015. كانت مدة المهرجان يوماً واحداً في كل مرة نُظّم فيها، حيث شمل مساهمات من عدد من منظمات الفلسفة بما في ذلك منظمة الفلسفة للجميع والمعهد الملكي الفلسفة.

## جائزة «ضد الغباء»
في عام 2011 أيضا، أطلقت المجلة جائزة سنوية سميت "جائزة فيلوسوفي ناو للمساهمات في مكافحة الغباء 
بعض الفائزين السابقين: ماري ميدجلى (2011), بن غولداكر (2012), ريمون تاليس (2013) نعوم تشومسكي (2014). في كل عام كان هنالك حفل لتوزيع الجوائز في قاعة كونواي، بما في ذلك خطاب للقبول. في عام 2011 و 2013 و 2015 كان ذلك جزءا من مهرجان فيلوسوفي ناو.
في تشرين الأول / أكتوبر 2015 أعلنت فيلوسوفي ناو أن جائزة عام 2015 ستعطى للمرة الأولى لأولاد المؤلفة كريسيدا كويل. جائزة عام 2016 كانت من نصيب بيتر سينجر.

## اقرأ أيضا
- سيف نيوتن الليزري المشتعل
- موت بعد الحداثة وما بعدها
- أعتقد
- مقهى فيلوسوفيك

## روابط خارجية
- الموقع الرسمي